# 小行星10719
小行星10719（10719 Andamar）是一颗绕太阳运转的小行星，为主小行星带小行星。该小行星于1985年10月15日发现。

## 轨道参数
小行星10719的轨道半长轴为2.4063040 UA，离心率为0.194。